# Guido Spek
 (octobre 2018).
Si vous disposez d'ouvrages ou d'articles de référence ou si vous connaissez des sites web de qualité traitant du thème abordé ici, merci de compléter l'article en donnant les références utiles à sa vérifiabilité et en les liant à la section « Notes et références ».
Guido Spek, né le 14 février 1990 à Rotterdam, est un acteur, doubleur et chanteur néerlandais.

## Filmographie

### Doublage et téléfilm
- 2010-2018 : Goede tijden, slechte tijden par Reg Watson : Sjoerd Bouwhuis
- 2012-2017 : Ultimate Spider-Man : Spider-Man/Peter Parker
- 2013 : Lego Marvel Super Heroes: Maximum Overload : Spider-Man/Peter Parker
- 2013 : Phineas and Ferb de Dan Povenmire et Jeff « Swampy » Marsh : Mission Marvel : Spider-Man/Peter Parker
- 2013-2015 : Hulk and the Agent of S.M.A.S.H. : Spider-Man/Peter Parker -
- 2013 : Avengers Assemble : Spider-Man/Peter Parker
- 2014 : Disney Infinity 2.0: Marvel Super Heroes : Spider-Man/Peter Parker
- 2015 : Marvel Super Heroes : Avengers, tous ensemble ! : Spider-Man/Peter Parker
- 2015 : Disney Infinity 3.0 : Spider-Man/Peter Parker
- 2014 : Disney Infinity 2.0: Marvel Super Heroes : Spider-Man/Peter Parker

## Discographie

### Singles
- 2011 : Jil (sorti le 8 juillet 2011)
- 2011 : Jij (uptempo remix) (sorti le 27 août 2011)
- 2013 : Passing times (sorti le 1er décembre 2013)